# Station Bosch en Duin
Het voormalige station Bosch en Duin lag aan het tracé van de oude spoorlijn Bilthoven - Zeist. Het station werd in 1941 gesloten, bij de tijdelijke opheffing van de lijn. Na de Tweede Wereldoorlog werd de lijn weer in gebruik genomen, maar alleen voor goederenvervoer.
De spoorlijn is opgebroken, maar op de locatie waar vroeger het station was stond nog een oud rijtuig van de ZHESM. Het rijtuig werd in juni 2005 nog bewoond, in april 2015 is het gesloopt waarbij nog bruikbare onderdelen zijn afgenomen. Het rijtuig reed ooit op de in 1908 geopende Hofpleinlijn, een elektrische spoordienst tussen Rotterdam en Scheveningen.
0: Bilthoven ·
1: Schietbanen De Pan ·
3: Bosch en Duin ·
4: Huis ter Heide ·
7: Zeist
Abcoude · 
Amersfoort:
-Centraal · 
-Schothorst · 
-Vathorst · 
Baarn · 
Bilthoven · 
Breukelen · 
Bunnik · 
Den Dolder · 
Driebergen-Zeist · 
Hoevelaken · 
Hollandsche Rading ·
Houten · 
-Castellum · 
Leerdam · 
Maarn · 
Maarssen · 
Rhenen · 
Soest · 
-Zuid · Soestdijk · 
Utrecht:
-Centraal · 
-Leidsche Rijn · 
-Lunetten · 
-Maliebaan · 
-Overvecht · 
-Terwijde · 
-Vaartsche Rijn · 
-Zuilen · 
Veenendaal: 
-Centrum · 
-West · 
Vleuten · 
Woerden
Voormalige stations: zie de lijst van voormalige spoorwegstations in Utrecht